# L'Âge de glace 2 (jeu vidéo)
Pour les articles homonymes, voir Âge de glace (homonymie).
L’Âge de glace 2 (Ice Age 2: The Meltdown) est un jeu vidéo de plate-forme développé par Eurocom et édité par Vivendi Universal Games sur GameCube, Windows, PlayStation 2, Xbox et sur Wii en 2006. Parallèlement, d'autres versions exclusives sur Game Boy Advance et Nintendo DS, du fait de leur format portable, ont été développées par Amaze Entertainment.
Il s'agit d'une adaptation du film éponyme.

## Système de jeu

### Versions console
Dans les versions console, le joueur prend le contrôle de Scrat tout au long du jeu avec pour but de le guider à travers chaque niveau et parfois de l'aider à attraper un gland en or (même si cela fini toujours par un échec). Les niveaux prennent deux structures distinctes : soit Scrat doit trouver une faille dans laquelle il doit rentrer dedans pour finir le niveau, soit il doit trouver un certain nombre de noix qui déverrouillent la faille. Ainsi, les niveaux sont soit linéaires, soit en zone ouverte.
Les niveaux que parcourt Scrat reprennent les environnements du film. Ainsi on retrouve le parc aquatique, la forêt, les marais, le village des paresseux ou encore le glacier. Plus le joueur avance dans l'aventure, moins la neige est présente, faisant référence à la fonte des glaces. Seul le dernier monde, le glacier, a de nouveau de la neige.
Scrat possède plusieurs actions comme le fait de pouvoir lancer des cailloux, renifler dans les hautes herbes ou d'utiliser des attaques spéciales pour assommer un ennemi d'un seul coup. Si Scrat parcourt les niveaux comme un jeu d'action-plateforme classique, il aura l'occasion de parler à divers personnages du film pour avoir des indications ou lancer un mini-jeu obligatoire pour avancer dans l'aventure.
Le joueur peut contrôler une fois le personnage de Sid dans un mini-jeu dans lequel il doit glisser sur un immense toboggan et marquer un maximum de points. À un autre moment, le joueur pourra jouer Diego dans un mini-jeu de chasse taupe mais en devant attraper les personnages de Crash et Eddie.

## Accueil
Le jeu a eu des retours au mieux passables, au pire très moyens. Les défauts ressortis sont sa monotonie, son manque de gags, sa facilité et sa durée de vie très faible. Le point noir du jeu se démarque par l'impossibilité de choisir un niveau précis une fois l'aventure terminée. Seule la version PC permet de contrer ce problème en tapant un code de triche.
Cependant, les joueurs ont été bien plus positifs parce que le jeu respecte l'univers du film et présente un univers cohérent avec des graphismes très corrects. Sa facilité est justifiée par le fait que le jeu est destiné aux enfants et les mini-jeux viennent ponctuer l'aventure pour éviter qu'elle ne soit trop répétitive. Les bruitages et les actions de Scrat sont dans l'esprit du personnage. Les joueurs ont noté que le jeu est plus immersif qu'original. Les musiques ont eu aussi de retours positifs.
- GameSpot : 7/10 (Wii)[1]
- GameZone : 7/10 (GBA)[2]
- GamesRadar+ : 3/5 (PS2)[3]
- IGN : 7,9/10 (XBOX)[4] - 5/10 (GBA)[5]
- Nintendo Power : 5/10 (GBA)[6]
- Jeuxvidéo.com : 12/20 (PC/GCN/PS2/XBOX)[7]